# (5079) Brubeck
(5079) Brubeck est un astéroïde de la ceinture principale.

## Description
(5079) Brubeck est un astéroïde de la ceinture principale. Il fut découvert le 16 février 1975 à El Leoncito par l'observatoire Félix-Aguilar. Il présente une orbite caractérisée par un demi-grand axe de 2,64 UA, une excentricité de 0,20 et une inclinaison de 10,8° par rapport à l'écliptique.
L'astéroïde est nommé en l'honneur du pianiste et compositeur américain de jazz Dave Brubeck.

## Compléments